# Pawieł Bułanow
Pawieł Pietrowicz Bułanow (ros. Павел Петрович Буланов, ur. 31 stycznia?/12 lutego 1895 we wsi Insar w guberni penzeńskiej, zm. 15 marca 1938 w Kommunarce) – funkcjonariusz Czeka/GPU/OGPU/NKWD, starszy major bezpieczeństwa państwowego, osobisty sekretarz szefa OGPU/NKWD Gienricha Jagody.

## Życiorys
W 1916 skończył szkołę w Penzie, od sierpnia 1916 do stycznia 1917 służył w armii carskiej w Saratowie, od sierpnia 1918 członek RKP(b)/WKP(b), od lutego do sierpnia 1921 sekretarz odpowiedzialny powiatowego komitetu RKP(b). Od sierpnia do grudnia 1921 członek Kolegium penzeńskiej gubernialnej Czeki, od 20 grudnia 1921 pomocnik, a od 1 sierpnia 1922 do 4 stycznia 1923 zastępca szefa Oddziału 5 Wydziału Tajnego Czeki/GPU, od 4 stycznia do 13 marca 1923 zastępca szefa Oddziału 2 Wydziału tajnego GPU, od 13 marca do 15 października 1923 zastępca szefa Oddziału 11 Wydziału Tajnego GPU. Od 20 maja 1923 do 30 lipca 1927 sekretarz Wydziału Tajnego GPU/OGPU ZSRR, od 26 kwietnia 1926 do 23 maja 1928 szef Oddziału 7 Wydziału Tajnego OGPU ZSRR, od 30 lipca 1927 do 1 grudnia 1929 sekretarz Zarządu Tajno-Operacyjnego (SOU) OGPU ZSRR. Od 1 grudnia 1929 sekretarz, a od 11 listopada 1931 do 10 lipca 1934 I sekretarz Kolegium OGPU ZSRR. Od 11 lipca 1934 do 28 listopada 1936 sekretarz NKWD ZSRR, równocześnie od 11 lipca 1934 do 29 marca 1937 sekretarz odpowiedzialny Obrad Specjalnych NKWD ZSRR, od 29 listopada 1935 starszy major bezpieczeństwa państwowego. 
W czasie "wielkiej czystki" 29 marca 1937 aresztowany przez NKWD w ramach eliminacji współpracowników Gienricha Jagody. Podsądny w pokazowym trzecim procesie moskiewskim obok m.in. Nikołaja Bucharina, Aleksieja Rykowa i Gienricha Jagody, (oficjalnie proces prawicowo-trockistowskiego bloku antysowieckiego). 13 marca 1938 skazany na śmierć przez Kolegium Wojskowe Sądu Najwyższego ZSRR.
Stracony 15 marca 1938, wraz z innymi skazanymi w procesie w miejscu egzekucji Kommunarka pod Moskwą, pochowany anonimowo.
Zrehabilitowany 4 lutego 1988 postanowieniem plenum Sądu Najwyższego ZSRR.

## Odznaczenia
- Order Lenina (28 listopada 1936)
- Odznaka "Honorowy Funkcjonariusz Czeki/GPU (V)" (1929)
- Odznaka "Honorowy Funkcjonariusz Czeki/GPU (XV)" (20 grudnia 1932)